# 1984 في الأردن
فيما يلي قوائم الأحداث التي وقعت خلال عام 1984 في الأردن.